# Marta Querol Gil
Marta Querol Gil (Morella, 5 de febrero de 2004) es una centrocampista de fútbol femenino que en 2021 juega en el Villareal CF B.

## Biografía
En 2017 ganó de un torneo Sub-15 en Japón, cuando consiguió marcar el primer gol del CF.Villarreal y además transformaba su penalti en la tanda que permitió la victoria a su equipo ante el conjunto del Vegalta Sendai.
Ese mismo año, los seleccionadores valencianos Andrea Esteban y Santi Triguero, hicieron públicas las listas de jugadoras convocadas para el próximo entrenamiento en las Selecciones Valenta sub-15 y sub-17.
En 2021 pasó a engrosar, junto a Vera Rico y Gracia Mariner, el plantel para la campaña de ese año, participando en la presentación de las nuevas equipaciones.